# Wild Women – Gentle Beasts
Wild Women – Gentle Beasts (englisch für „Wilde Frauen – sanfte Biester“) ist ein Dokumentarfilm der Schweizer Regisseurin Anka Schmid aus dem Jahr 2015. Schmid dokumentiert darin das Leben und die Arbeit von Raubtierdompteurinnen aus vier Nationen: Ägypten, Deutschland, Frankreich und Russland. Die Weltpremiere war in Nyon am Festival Visions du Réel im April 2015.

## Inhalt
Wild Women – Gentle Beasts zeigt das Leben und die Arbeit von fünf Raubtierdompteurinnen: Namayca Bauer aus Frankreich, Carmen Zander aus Deutschland, Nadezhda und Aliya Takshantova aus Russland sowie Anosa Kouta aus Ägypten, die allerdings aufgrund politischer Umstände zur Zeit des Drehs in Katar tourte. Der Film zeigt nicht nur, wie die Frauen im Rampenlicht ihre Shows präsentieren, sondern auch, wie sie hinter den Kulissen um ihre Existenz kämpfen. Alle arbeiten in einem Zirkus und dressieren Tiger (Zander), Löwen (Bauer und Kouta) sowie Bären (Takshantova). Schmid zeigt das Leben jenseits der glitzernden Bühnenshows und durchleuchtet vor allem die Realität des Zirkusalltags. Sie folgt den Artistinnen in ihrem Alltag und schafft es, ihnen auf respektvolle Weise nahe zu kommen. Die Dompteurinnen legen ihre Leidenschaft und tiefe Liebe für ihre wilden Tiere und ihren außergewöhnlichen Beruf offen und erzählen von ihren Wünschen, Sehnsüchten und Ängsten. Es wird gezeigt, wie die Frauen täglich ihre physischen und psychischen Grenzen überschreiten müssen und dass die Todesgefahr ein integraler Bestandteil ihrer Berufung ist. In kontrastierenden Bildern von Domina vs. Schmusekatze und Die Schöne vs. Das Biest wird gezeigt, wie sinnlich und gleichzeitig strapaziös die Beziehung zwischen Tier und Artistin ist.

## Festivals und Vorführungen
- April 2016: Thessaloniki Documentary Festival[3]
- Februar 2016: Cairo International Women’s Film Festival[4]
- Januar 2016: Solothurner Filmtage[5]
- Dezember 2015: Artdocfest Moskau[6]
- November 2015: Dharamsala International Film Festival[7]
- November 2015: Biberacher Filmfestspiele
- Oktober 2015: Internationale Hofer Filmtage[8]
- August 2015: Festival del Film Locarno[9]
- April 2015: Festival Visions du Réel[10]